# Томбой (фильм)
«Томбой» (англ. Tomboy также известен в США The Assignment (рус. назначение)) — американский фильм-триллер от режиссёра и сценариста Уолтера Хилла.
Премьера состоялась на Международном кинофестивале в Торонто 11 сентября 2016 года.

## Сюжет
Доктор Рэйчел Джейн (Сигурни Уивер) была пластическим хирургом, потерявшей медицинскую лицензию. Доктор Джейн стала проводить незаконные опыты над похищенными бездомными людьми. Однажды её брата Себастьяна убивает киллер Фрэнк Китчен (Мишель Родригез). Рэйчел решает отомстить ему очень своеобразным образом: похитив Фрэнка с помощью наёмника «Честного» Джона, Рэйчел проводит над обидчиком операцию по смене пола.
Фрэнк приходит в себя в дешёвом отеле и обнаруживает, что стал женщиной. Фрэнк находит коробку с магнитофоном, на котором записано послание от Рэйчел Джейн, с предложением начать жизнь с чистого листа. Впав в психическое расстройство от своего нового облика, бывший киллер становится одержим местью доктору Джейн.

## В ролях
| Актёр           | Роль                            |
| --------------- | ------------------------------- |
| Мишель Родригез | киллер Фрэнк Китчен / «Томбой»  |
| Сигурни Уивер   | доктор Рэйчел Джейн             |
| Тони Шалуб      | психиатр Ральф Гален            |
| Энтони Лапалья  | наёмник «Честный» Джон Бакониан |
| Кэйтлин Джерард | Джонни                          |
| Пол МакГиллион  | Пол Уинкотт                     |
| Кен Кирзингер   | санитар Альберт Бекер           |
| Терри Чен       | доктор Лин                      |
| Зак Сантьяго    | адвокат Эдвард Гонсалез         |
| Адриан Хью      | Себастьян Джейн                 |
| Алекс Захара    | Владимир Горский                |
| Элли Харви      | медсестра                       |
| Пол Лейзенби    | телохранитель                   |
| Лия Лам         | азиатка                         |
| Серджо Осуна    | мексиканец                      |

## История создания
В 1978 году Дэнис Хэмилл написал сценарий под названием Tom Boy, повествующий о несовершеннолетнем преступнике, который насилует и убивает жену пластического хирурга. Хирург-вдовец решает отомстить ему, выкрав и превратив в женщину. Уолтеру Хиллу понравились глупость и потенциал сюжета. Хилл считал, что из него выйдет потрясающий фильм категории «B». Однако финансирование для фильма не нашлось, а Хилл впоследствии создал на основе сценария графическую новеллу, которая была опубликована во Франции. В 2010-х агент Хилла нашёл продюсера Саида Бен Саида, который согласился финансировать фильм. Саид потребовал, чтобы в актёрском составе была хотя бы одна звезда кино, а также, что фильм должен был быть низкобюджетным. В итоге, бюджет составил 5 миллионов долларов."

## Производство
Главную роль получила актриса Мишель Родригез. Съёмки начались 9 ноября 2015 года в Ванкувере, Британская Колумбия, Канада.
Музыка в финальных титрах написана клавишником группы Guns N’ Roses, Мелиссой Риз.